# Irene Scalzo
Irene Scalzo (Milano, 16 ottobre 1968) è una doppiatrice italiana, attiva negli studi di Milano fino al suo ritiro avvenuto nel 2012.
Ha doppiato quasi esclusivamente personaggi di cartoni animati. Il suo ruolo più importante fu come prima voce di Conan Edogawa, protagonista di Detective Conan, interpretato per dieci anni (2002-2012) in 593 episodi e 13 film, mandati in onda tutti da Mediaset.

## Doppiaggio

### Film d'animazione
- Conan Edogawa in Detective Conan - Fino alla fine del tempo, Detective Conan - L'asso di picche, Detective Conan - L'ultimo mago del secolo, Detective Conan - Solo nei suoi occhi, Detective Conan - Trappola di cristallo, Detective Conan - Il fantasma di Baker Street, Detective Conan - La mappa del mistero, Detective Conan - Il mago del cielo d'argento, Detective Conan - La strategia degli abissi, Detective Conan - Requiem per un detective, Detective Conan - L'isola mortale, Detective Conan - La musica della paura, Detective Conan - ...e le stelle stanno a guardare
- Charlie Brown ne Un grandissimo compleanno, Charlie Brown!, Charlie Brown e il pifferaio magico[1][2]
- Jiro da bambino in La spada dei Kamui
- Bambino del villaggio in Samurai Spirits - Apocalisse a Edo
- Martin in La grande caccia all'Uovo di Pasqua
- Califax in Gli Abrafaxe e i pirati dei Caraibi
- Mokuba Kaiba in Yu-Gi-Oh! - Il film
- Dusty in Alla ricerca della Valle Incantata 11 - L'invasione dei minisauri
- Cicogna in Kimba - La leggenda del leone bianco
- Nicholas in L'incredibile avventura del Principe Schiaccianoci
- Hikaru Tsuki in Naruto - Il film: I guardiani del regno della luna crescente

### Serie animate
- Conan Edogawa (episodi 1-593) e Shinichi Kudo da bambino (episodi 61, 421 e 512-513) in Detective Conan
- Takashi Yamazaki in Pesca la tua carta Sakura, Sakura, la partita non è finita
- Ted in Beethoven
- Laura in Siamo quelli di Beverly Hills
- Melody in Tiny Toons
- Babyorso in Gli orsetti del cuore (seconda parte degli epis.)
- Knothead in Picchiarello (2ª edizione)
- Mokuba Kaiba in Yu-Gi-Oh!
- Sanji da bambino e Hina in One Piece
- Inari in Naruto
- Yukimaru (1ª voce) in Naruto Shippuden
- Heric in Rossana (2ª voce)
- Arale Norimaki (cameo) in Dragon Ball (doppiaggio Mediaset)
- Ascot in Magic Knight Rayearth (doppiaggio Yamato Video)
- Stewart Stevenson in Beavis and Butt-head
- Ralph Raccoon ne I mille colori dell'allegria[3]
- Jeremy Belpois in Code Lyoko (2ª voce)
- Joe Arthur in Time Warp Trio
- Claude in Anatole
- Luigino in Mare, sole e... Costa
- Marco in Com'è grande l'America
- Janet in Una scuola per cambiare
- Arnold in Kipper - Il più bel cucciolo del mondo
- Carletto in Una foresta incantata per Katia e Carletto
- Johnny Abatti in Angela Anaconda
- Peter Puppy in Earthworm Jim
- Elliot in Giochiamo all'avventura con l'alce Elliot
- Tigro in Hamtaro
- Giulietta in Roba da gatti!
- Cedric Errol in Piccolo Lord
- Al Bowen in Project ARMS
- Francesco in Barbapapà
- Il Guerriero Mascherato (Genkai) in Yu Yu Hakusho
- George in Let's & Go - Sulle ali di un turbo
- Pinocchio in MÄR
- Ryunosuke in Lamù (OAV)
- Akio in Aka-chan to boku
- Erika in Hyper Doll
- Mackaroo in Mack, ma che principe sei?

### Videogiochi
- Chelydra in Dragon Lore: The Legend Begins[4]
- Simone in Gabriel Knight 3: Il mistero di Rennes-le-Château[5]

## Filmografia

### Televisione
- Cri Cri, regia di Francesco Vicario – serie TV, 1 episodio (1991)